# Tarentola boettgeri
Tarentola boettgeri är en ödleart som beskrevs av  Franz Steindachner 1891. Tarentola boettgeri ingår i släktet Tarentola och familjen geckoödlor. Artepitet i det vetenskapliga namnet hedrar den tyska zoologen Oskar Boettger.
Denna geckoödla förekommer på El Hierro och Gran Canaria som tillhör Kanarieöarna (Spanien). Den hittas även på småöar som ingår i Madeira (Portugal). Exemplaren lever i låglandet och i bergstrakter upp till 1000 meter över havet. De vistas i klippiga områden med glest fördelad växtlighet och ibland i öppna skogar med tallar. Tarentola boettgeri besöker även byggnader. Individerna gömmer sig ofta i bon av havsfåglar. Honan lägger ett ägg per tillfälle.
Några individer äts av introducerade djur som tamkatt eller igelkott. Hela populationen bedöms som stabil. IUCN kategoriserar arten globalt som livskraftig. Även ormen Lampropeltis californiae blev införd som dödar flera exemplar.

## Underarter
Arten delas in i följande underarter:
- T. b. boettgeri
- T. b. hierrensis